# Landtagswahl in Südtirol 1956
Die Südtiroler Landtagswahl 1956 fand am 11. November 1956 als Wahl zum Regionalrat Trentino-Südtirol statt. Formalrechtlich erfolgte die Wahl zum Regionalrat in zwei getrennten Wahlkreisen, von denen einer dem Gebiet der untergeordneten Provinz Bozen, einer dem Gebiet der untergeordneten Provinz Trient entsprach. Im Wahlkreis der Provinz Bozen wurden 22 Abgeordnete zum Regionalrat gewählt, in der Provinz Trient 26 Abgeordnete. Mit ihrer Wahl in den 48 Mandate umfassenden Regionalrat wurden die Abgeordneten des Wahlkreises Bozen gleichzeitig Mandatare des Südtiroler Landtags, jene des Wahlkreises Trient hingegen Abgeordnete zum Trentiner Landtag.
Die III. Legislaturperiode begann am 13. Dezember 1956 und endete am 12. Dezember 1960. Am 15. Dezember 1956 wählte der Landtag die Südtiroler Landesregierung (Kabinett Pupp).

## Wahlergebnis
- Partito Comunista Italiano: 1
- Partito Socialista Italiano: 1
- Partito Socialista Democratico Italiano: 1
- Südtiroler Volkspartei: 15
- Democrazia Cristiana: 3
- Movimento Sociale Italiano: 1

| Partei                                  | Stimmenanzahl | Prozent | Mandate |
| --------------------------------------- | ------------- | ------- | ------- |
| Südtiroler Volkspartei                  | 124.165       | 64,40 % | 15/22   |
| Democrazia Cristiana                    | 27.676        | 14,35 % | 3/22    |
| Movimento Sociale Italiano              | 11.607        | 6,02 %  | 1/22    |
| Partito Socialista Italiano             | 10.826        | 5,62 %  | 1/22    |
| Partito Socialista Democratico Italiano | 7.774         | 4,03 %  | 1/22    |
| Partito Comunista Italiano              | 4.203         | 2,18 %  | 1/22    |
| Unione Italiana                         | 2.273         | 1,18 %  | 0/22    |
| Partito Liberale Italiano               | 1.669         | 0,87 %  | 0/22    |
| Unione Popolare Tirolese                | 1.416         | 0,73 %  | 0/22    |
| Popolo Europeo                          | 1.186         | 0,62 %  | 0/22    |

## Historische Bedeutung
Die Wahlen verdeutlichen die beginnende Stabilisierung des Parteiensystems in der Provinz, wie sie im gesamten westeuropäischen Kontext für die Jahrzehnte des Kalten Krieges typisch war. Alle Landtagsparteien konnten 1956 exakt dieselbe Mandatszahl erreichen wie bei den vorangegangenen Wahlen aus dem Jahr 1952.